# 派珀·吉勒斯
派珀·吉勒斯（英語：Piper Gilles，1992年1月16日—），美国-加拿大花样滑冰运动员，2014年四大洲锦标赛银牌得主、2019年四大洲锦标赛铜牌得主、2020年四大洲锦标赛银牌得主、2021年世界锦标赛铜牌得主、2023年世界锦标赛铜牌得主。